# Віла-Формоза (округ Сан-Паулу)
Віла-Формоза (порт. Vila Formosa) — округ у південно-східній частині міста Сан-Паулу, частина субпрефектури Арікандува. В минулому район був важливим промисловим осередком міста. Зараз це найзеленіший округ міста, що містить понад сто парків та скверів. Його населення — переважно середній клас, багатіше біля межі з округом Татуапе s ,ідніше біля межі з округом Сапопемба. В районі знаходиться «Робітничий спортивний парк», що містить найбільшій басейн в Латинській Америці.
| Бразилія | Це незавершена стаття з географії Бразилії. Ви можете допомогти проєкту, виправивши або дописавши її. |